# Slag bij Mons Graupius
De Slag bij Mons Graupius was een veldslag tussen generaal Gnaeus Julius Agricola en de Caledoniërs in Aberdeenshire (over de juiste locatie is debat, zie hieronder) in het jaar 83 of 84. De Caledoniërs, onder leiding van Calgacus, werden verslagen.

## Oorlog
Gnaeus Julius Agricola, de gouverneur van Brittannië, stuurde zijn Romeinse vloot vooruit om de Schotse hooglanden te plunderen met als hoofddoel paniek zaaien onder de Caledonii en de Picten. Intussen trok Agricola’s hoofdleger op met de auxiliarii, de huurlingen van het Romeinse leger, de Pictische landen binnen. De Picten wisten dat ze geen veldslag konden winnen in open veld: hun zuidelijke buren konden het in ieder geval niet navertellen. Dus kozen ze voor een guerrillastrijd in de dichte wouden en Schotse bergen. De Romeinen waren daarop voorbereid en trokken verder naar de voornaamste bevoorradingsplaats van de Picten. Natuurlijk moest dat tegen elke prijs voorkomen worden en dus verzamelden de Keltische stammen zich voor een veldslag.

## Tacitus
De voornaamste bron voor de slag bij Mons Graupius is het boek De vita et moribus Iulii Agricolae van Publius Cornelius Tacitus. Hij had alle redenen om zijn schoonvader Agricola in een goed daglicht te zetten. Daarom zijn bepaalde delen van het gevecht die voor de Romeinen slecht hadden kunnen aflopen wat minder gedetailleerd beschreven en bepaalde stukken weggelaten of verbloemd. Aan de betrouwbaarheid van zijn werk valt dus te twijfelen.

## Toespraak van het stamhoofd
"Telkens wanneer ik de oorzaken van de oorlog en de hachelijke situatie overloop, heb ik er groot vertrouwen in dat de dag van vandaag en jullie eensgezindheid het begin van de vrijheid van geheel Brittannië zal zijn: want ook jullie zijn samengekomen van overal, vrij van slavernij, en achter ons zijn er geen landen meer, en zelfs de zee is niet veilig, omdat de Romeinse vloot ons bedreigt. Zo zijn strijd en wapens, voor de dapperen eervol, reeds zeer veilig voor lafaards. Eerdere gevechten, waarin tegen de Romeinen met wisselend succes gestreden is, hielden nog hoop en hulp in onze handen, omdat wij, de nobelsten van geheel Brittannië, daarom gevestigd in het binnenland zelf en geen enkele kusten van slavernij aanschouwend, ook de ogen niet geschonden hadden door aanraking met de tirannie. Tot op de dag van vandaag heeft de afgelegen ligging zelf en de uithoek van bekendheid ons, laatsten van de landen en van vrijheid, verdedigd. Nu staat de grens van Brittannië open en al het onbekende is tot ontzag. Maar er is reeds geen volk voorbij ons, niets behalve golven en rotsen, en de nog dreigendere Romeinen, wier hoogmoed je tevergeefs zou proberen te ontvluchten door onderdanigheid en bescheidenheid. Rovers van de wereld onderzoeken ook al de zee, nadat landen voor hen die alle dingen verwoesten ontbreken. Als de vijand rijk is, zijn ze hebzuchtig, indien arm, heerszuchtig; hen zou noch het westen, noch het oosten kunnen verzadigen. Als enigen van allen begeren zij zowel rijkdom als armoede met gelijke drang. Roven, moorden en plunderen noemen ze met valse namen een rijk, en, waar ze een woestenij maken, noemen ze het vrede."

## Verloop van de slag

### Aanvang
Het gevecht bij Mons Graupius werd ingeluid door een langdurige beschieting bij beide partijen. De Picten maakten onder andere gebruik van kruisbogen en de Romeinen vooral van langbogen en zwaardere artillerie zoals ballista's, katapulten en schorpioenen die heel wat slachtoffers maakten bij de beschieting.
De Picten gebruikten hun gevreesde strijdwagens om van dichterbij de Romeinen te kunnen beschieten. Zonder succes: de Romeinen konden met hun cavalerie een deel onderscheppen en de rest van de strijdwagens trok zich terug achter de Keltische infanterie. Het eerste deel van de slag leek onbeslist te blijven, maar toch veroorzaakte het Romeinse leger aanzienlijk meer slachtoffers.

### Verloop
Om de strijdwagens te hulp te schieten wierpen de Picten enkele groepen van hun infanterie in de strijd, met succes: de paarden vluchtten door de Romeinse linies heen. De Picten namen op die manier positie net op de linkerflank van het Romeinse leger. Op dat moment wilde de stammenleider Calgacus ook zijn reservetroepen gebruiken. De Romeinse reactie was om vier eskadrons cavalerie en zijn auxiliarii ten aanval te sturen, die achter het Pictische infanteriefront wisten te komen, met als resultaat dat de stammen op twee fronten moesten vechten. Eén front vocht tegen de cavalerie en verloor veel strijders, het andere tegen het goed getrainde Romeinse legioen. Na een tijdje vonden de stammen het welletjes en trokken ze zich terug waarbij velen om het leven kwamen door de jagende cavalerie van de Romeinen. Waarschijnlijk legden de Picten nog een hinderlaag, maar de Romeinse leider vond het te gevaarlijk om de bossen in te trekken en wilden de strijd later voortzetten.

### Nasleep
De Picten evacueerden de hele streek rond Mons Graupius en namen al het materiaal en vee mee. Dit betekende een ramp voor het Romeinse leger. Desondanks beschouwden de Romeinen de slag als gewonnen en kamden de streek uit naar Pictische strijders, zonder resultaat. Wat de Romeinen gewonnen hadden waren platgebrande huizen en velden die het legioen achterliet om voor de aanvang van de herfst terug te gaan naar het winterkwartier gelegen aan de Tay. Op hetzelfde moment begaf het Pictische leger zich waarschijnlijk op het grondgebied van de Boresti dat enkele jaren later het negende legioen zou vernietigen, waar tot de dag van vandaag nog steeds geen enkel spoor is van teruggevonden. Na die nederlaag trokken de Romeinen terug tot in het hedendaagse Newcastle (Engeland) waar ze de muur van Hadrianus bouwden en nadien meer noordelijk de Muur van Antoninus om de Pictische dreiging het hoofd te bieden. Verdere expedities in Schotland mislukten en later betaalden de Romeinen de Picten een periodiek geldbedrag in ruil voor vrede.

## Locatie
Over de juiste locatie van de veldslag is discussie mogelijk. Volgens Richard Feachem, de archeoloog van het standaardwerk Prehistoric Scotland, is de Mons Graupius (of Craupius) mogelijk Duncrub. Hij wees op de etymologie (crub is afgeleid van crup, verhoging) en de aanwezigheid van een Romeins kamp in de nabijheid (Kincladie Wood). Naar zijn opvatting vond de slag niet ten noorden van de Tay plaats, maar juist ten zuiden ervan op een heuvel te Duncrub, dat nabij Dunning in Perth en Kinross ligt, niet ver van de rivier de Earn. Feachem schreef ook een artikel over zijn veronderstelling (1970).
Oorlogen van de Romeinse Republiek
· Romeins-Etruskische Oorlogen
· Romeins-Aequische Oorlogen
· Latijnse Oorlog
· Romeins-Hernicische Oorlogen
· Romeins-Volscische Oorlogen
· Samnitische oorlogen (Eerste, Tweede, Derde)
· Pyrrhische Oorlog
· Punische oorlogen (Eerste, Tweede, Derde)
· Illyrische Oorlogen (Eerste, Tweede, Derde)
· Macedonische Oorlogen (Eerste, Tweede, Derde, Vierde)
· Romeins-Seleucidische Oorlog
· Aetolische Oorlog
· Galatische Oorlog
· Romeinse Verovering van Hispania (Eerste Celtiberische Oorlog, Lusitanische Oorlog, Numantische Oorlog, Sertorische Oorlog, Cantabrische Oorlogen)
· Achaeïsche Oorlog
· Oorlog tegen Jugurtha
· Cimbrische Oorlog
· Servilische Oorlogen (Eerste, Tweede, Derde)
· Bondgenotenoorlog
· Sulla's Burgeroorlogen (Eerste, Tweede)
· Mithridatische oorlogen (Eerste, Tweede, Derde)
· Gallische Oorlog
· Romeinse expedities naar Britannia
· Burgeroorlog tussen Pompeius en Caesar
· Einde van de Republiek (Slag bij Mutina, Burgeroorlog tegen Brutus en Cassius, Siciliaanse Opstand, Perusiaanse Oorlog, Burgeroorlog tussen Antonius en Octavianus)
Oorlogen van het Romeinse Keizerrijk
· Germaanse Oorlogen (Teutoburgerwoud, Marcomannenoorlog, Alemannische Oorlogen, Gotische Oorlog, Visigotische Oorlogen)
· Romeinse verovering van Britannia
· Boudicca
· Armenische Oorlog
· Vierkeizerjaar
· Joodse Oorlog
· Romeins-Parthische Oorlog
· Romeins-Perzische oorlogen
· Burgeroorlogen van de derde eeuw
. Gotische oorlog (376-382)
. Gotische opstand van Alarik I
. Gildonische opstand
. Gotische oorlog (402-403)
. Pictische oorlog van Stilicho
. Oorlog van Heraclianus
. Oorlog van Radegaisus
. Rijnoversteek
. Romeinse Burgeroorlog 427-429
· Val van het West-Romeinse Rijk